# زين إمام
زين إمام (بالإنجليزية: Zain Imam) هو ممثل تلفزيوني هندي معروف بتصويره لدور «يوفراج لوثرا» في مسلسل طأشان إي-إشك ودور «نيل خانا» في نامكاران ودور «كبير ميتال» في إيك برام تمباسارفاغون سامبانا.

## النشأة
إمام حائز على ماجستير في إدارة الأعمال من كلية أميتي الدولية للأعمال، بعد الانتهاء من تخرجه عمل في القطاع الخاص لكنه ترك عمله في وقت لاحق وجرب حظه في صناعة الترفيه.
زين أمام هندي، ولد ونشأ في أسرة مسلمة تتبع الدين الإسلامي.

## مسيرته المهنية

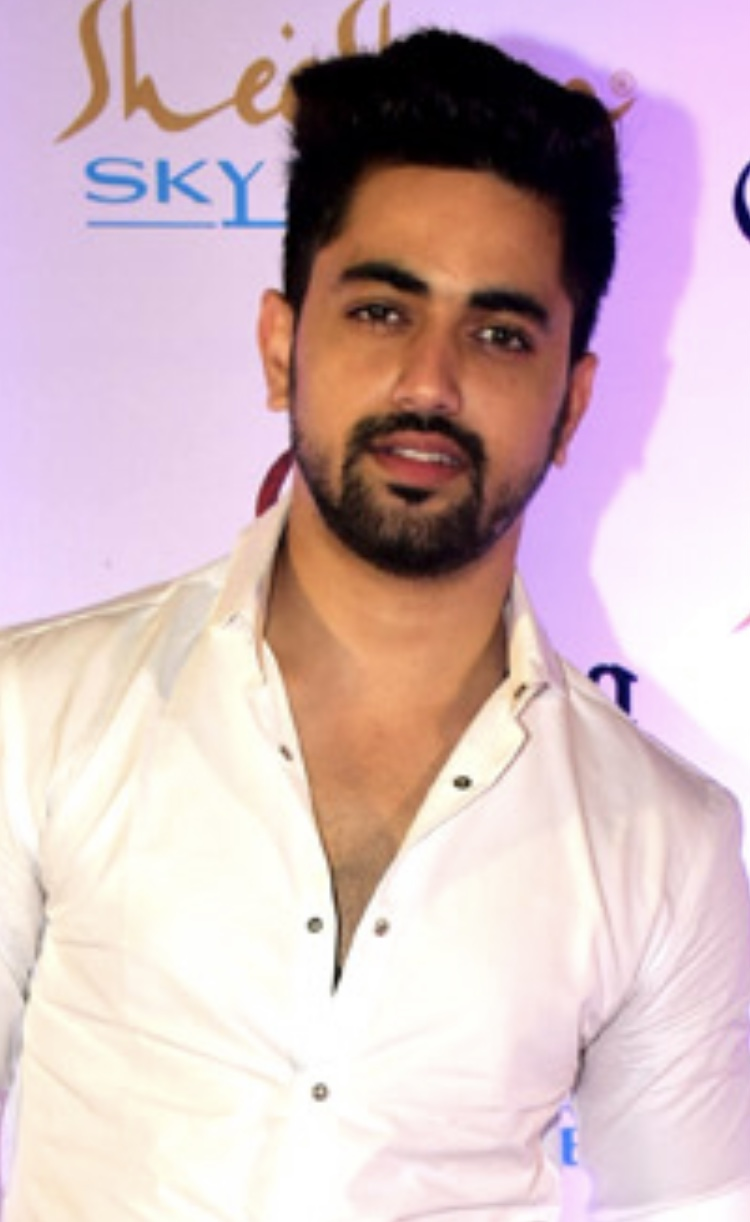
زين امام في عام 2018

بدأ إمام مسيرته كعارض، حيث عمل لدى وكالات مثل مجموعة ألدو. ثم قام بعدد قليل من الإعلانات التلفزيونية قبل متابعة حياته المهنية في التمثيل.
بدأ مسيرته التلفزيونية في عام 2014 مع قناة MTV الهندية مع مسلسل الصداقة عنوان الحب حيث لعب دور «أبهيمانيو ثكار».
من عام 2015 إلى عام 2016، لعب دور «يوفراج لوثرا» في مسلسل غموض الحب ، حصل على جائزة أفضل ممثل في دور سلبي في حفل جوائز الذهب ، انتهى المسلسل في سبتمبر 2016.
من عام 2017 إلى عام 2018، لعب دور «نيل خانا» في أسيرة قلبي، ولعب دور «موهيت» وهو دور صغير كضيف في مسلسل إيشكباز لقناة ستار بلس.
في عام 2019، شارك في برنامج «فير فاكتور: أرض الخوف» (Fear Factor: Khatron Ke Khiladi)، وكذلك في نفس السنة شارك في مسلسل الحقيقة المرة بدور «كبير ميتال»، وفي 2022 شارك في مسلسل لأجلك مهما كان بدور «أغاستيا رايشاند/أرجون شارما».

## ميديا
احتل زين المرتبة 26 في قائمة أكثر الرجال الآسيويين إثارة في قائمة شرق العين لعام 2018. وقد احتل المرتبة الخامسة في قائمة أفضل تايمز أوف إينديا «أكثر 20 رجال مرغوبين على التلفزيون الهندي لعام 2018.»

## روابط خارجية
- زين إمام على موقع IMDb (الإنجليزية)